# Novyj Kanal
Novyj Kanal (ukrainska: "Новий kанал", Novyj kanal) är en ukrainsk tv-kanal. 
Kanalen lanserades 1998, och den sände till en början endast i Kiev. Från 1999 kunde den ses i ytterligare 6 regioner i Ukraina och från 2000 i ytterligare 17 stora städer. Sedan den 20 december 2000 har kanalen överförts via satellit och kan nu ses i större delen av Europa. 
Novyj Kanal blev 2002 3:e största ukrainska tv-kanal efter Inter och 1+1. Tittarundersökningar visar att kanalen i perioden 2004-2007 stadigt tappade tittare.
Kanalen styrs sedan 1999 av Oleksandr Tkatjenko.